# Ashford (Connecticut)
Pour les articles homonymes, voir Ashford (homonymie).
Ashford est une ville américaine située dans le comté de Windham au Connecticut.
Ashford devient une municipalité en 1714. Elle est nommée en référence à Ashford dans le Kent ou en raison des nombreux frênes (ash en anglais) de la région.

## Démographie
| 1830  | 1840  | 1850  | 1860  | 1870  | 1880  |
| ----- | ----- | ----- | ----- | ----- | ----- |
| 2 661 | 2 651 | 1 295 | 1 231 | 1 241 | 1 041 |

| 1890 | 1900 | 1910 | 1920 | 1930 | 1940 |
| ---- | ---- | ---- | ---- | ---- | ---- |
| 778  | 757  | 668  | 673  | 726  | 704  |

| 1950 | 1960  | 1970  | 1980  | 1990  | 2000  |
| ---- | ----- | ----- | ----- | ----- | ----- |
| 845  | 1 315 | 2 156 | 3 221 | 3 765 | 4 098 |

| 2010  | - | - | - | - | - |
| ----- | - | - | - | - | - |
| 4 317 | - | - | - | - | - |

Selon le recensement de 2010, Ashford compte 4 317 habitants. La municipalité s'étend sur 39,47 milles carrés (102,23 km2), dont 38,76 milles carrés (100,39 km2) de terres.